# Дзетті
Армеліно Донідзетті Квальято або Дзетті (порт. Armelino Donizetti Quagliato, порт. Zetti, нар. 10 січня 1965, Порту-Феліз, штат Сан-Паулу) — бразильський футболіст, що грав на позиції воротаря. По завершенні ігрової кар'єри — тренер.
Дворазовий володар Кубка Лібертадорес, дворазовий володар Міжконтинентального кубка. Дворазовий переможець Рекопи Південної Америки, дворазовий володар Кубка КОНМЕБОЛ. У складі збірної — чемпіон світу.

## Клубна кар'єра
У дорослому футболі дебютував 1983 року виступами за команду клубу «Толедо».
Згодом з 1984 по 1989 рік грав у складі команд клубів «Палмейрас», «Лондрина», «Гуарані».
Своєю грою за останню команду привернув увагу представників тренерського штабу клубу «Сан-Паулу», до складу якого приєднався 1990 року. Відіграв за команду із Сан-Паулу наступні шість сезонів. За цей час двічі виборював титул володаря Кубка Лібертадорес, ставав володарем Міжконтинентального кубка (також двічі), переможцем Рекопи Південної Америки (двічі), володарем Кубка КОНМЕБОЛ.
Протягом 1996–2001 років захищав кольори клубів «Сантус», «Флуміненсе», «Уніао Барбаренсе» та «Спорт Ресіфі». Протягом цих років додав до переліку своїх трофеїв ще один титул володаря Кубка КОНМЕБОЛ.

## Виступи за збірну
1993 року дебютував в офіційних матчах у складі національної збірної Бразилії. Протягом кар'єри у національній команді, яка тривала 5 років, провів у формі головної команди країни 16 матчів, пропустивши 8 голів.
У складі збірної був учасником розіграшу Кубка Америки 1993 року в Еквадорі, чемпіонату світу 1994 року у США, здобувши того року титул чемпіона світу.

## Кар'єра тренера
Розпочав тренерську кар'єру невдовзі по завершенні кар'єри гравця, 2003 року, очоливши тренерський штаб клубу «Пауліста».
В подальшому очолював команди клубів «Гуарані» (Кампінас), «Форталеза», «Сан-Каетану», «Баїя», «Понте-Прета», «Парана», «Атлетіко Мінейру», «Ітуано» та «Жувентуде».

## Досягнення
- Володар Кубка Лібертадорес: 1992, 1993
- Володар Міжконтинентального кубка: 1992, 1993
- Переможець Рекопи Південної Америки: 1993, 1994
- Володар Кубка КОНМЕБОЛ: 1994, 1998
- Чемпіон світу: 1994